# Фотопапір
Фотопапір — непрозорий матеріал на паперовій підкладці з світлочутливим покриттям призначений для отримання позитивного фотографічного зображення.
У сучасній цифровій фотографії фотопапером також називають папір спеціальних сортів, призначений для високоякісного кольорового друку струменевими та лазерними принтерами.

## Загальні відомості
Фотопапір для використання в класичному фотографічному процесі покритий світлочутливої емульсією, що складається з тонкого желатинового шару, який містить кристалики світлочутливої речовини — солі срібла, розміром менше 0,001 мм. Як світлочутлива речовина найчастіше використовується хлористе срібло, що має максимум чутливості в ультрафіолетовій зоні спектру.
Фотопапір, як правило, експонують з негатива (фотоплівка, фотопластинка), використовуючи фотозбільшувач, або за допомогою контактного друку. Під дією світла в емульсії відбуваються хімічні реакції, утворюється приховане зображення, яке перетворюється на видиме при подальшій хімічній обробці (проявлення, фіксування).
Ефективна чутливість фотопаперу в десятки разів менше фотоплівки і складає зазвичай одиниці і частки одиниць ISO. Типові витримки при друці — кілька секунд, у той час як при експонуванні фотоплівки — десяті й соті частки секунди.

## Види фотопаперу

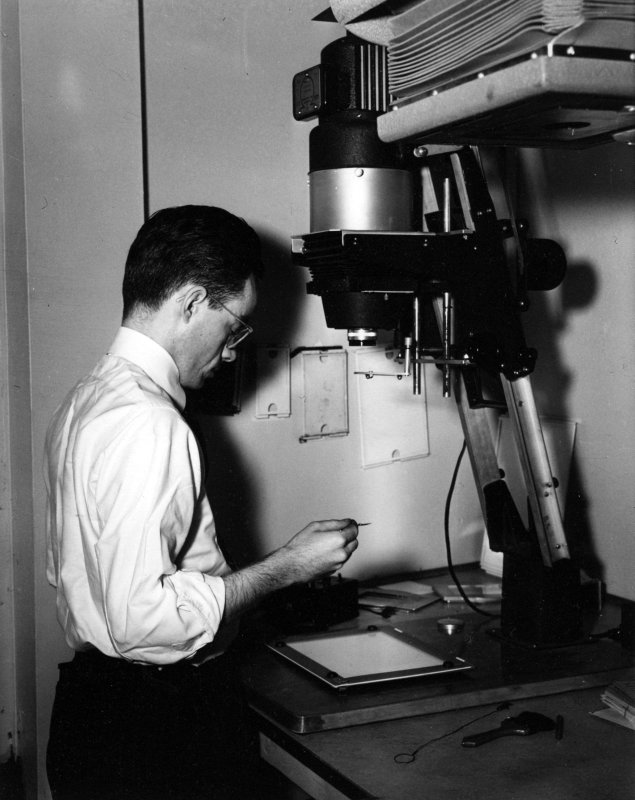
Ручний друк на фотопапері за допомогою фотозбільшувача

Фотопапір поділяють на дві основні групи: чорно-білі і кольорові. Чорно-білий призначений для отримання монохромного зображення, загальний колірний відтінок якого може варіюватися в залежності від сорту емульсії і режиму лабораторної обробки. Кольоровий фотопапір призначений для отримання зображення в натуральних кольорах об'єкту зйомки і мають складну будову та технологію обробки. Роботу з чорно-білим фотопапером проводять при червоному світлі, який не діє світлочутливість матеріалу.
В СРСР в роздрібний продаж надходив листовий фотопапір наступних розмірів: 6 × 9, 9 × 12, 9 × 14, 10 × 15, 13 × 18, 18 × 24, 24 × 30, 30 × 40, 40 × 50 і 50 × 60 сантиметрів [64]. Фотопапір упаковувався в пачки виготовлені із світлонепроникного паперу по 20, 25, 50 або по 100 аркушів. Для професійної фотографії випускався рулонний фотопапір різної ширини.
Сучасний листовий фотопапір випускається в форматах від 9 × 14 до 76 × 102 сантиметрів. У мініфотолабораторіях найбільш поширений рулонний фотопапір шириною 10,2 см (4 дюйма), 12,7 см (5 дюймів), 15,2 см (6 дюймів), 20,3 см і 30,5 см який нарізається на формати 3R (8,9 × 12,7 см), 4R (10,2 × 15,2 см) та інш.
В УРСР фотопапір виробляли на київському заводі світлочутливих матеріалів «Фотон», на заводі «Свема» в Шостці.